# Día Internacional de la Felicidad
El Día Internacional de la Felicidad es una jornada que se celebra anualmente el 20 de marzo desde 2013, establecida por la Asamblea de las Naciones Unidas (ONU) el 28 de junio de 2012.

## Proclamación
Inspirada por la filosofía de Bután, que desde la década de 1970 prioriza la Felicidad Nacional Bruta sobre el Producto Interno Bruto, la Asamblea General de las Naciones Unidas, a instancias del asesor de la ONU Jayme Illien, adoptó la resolución 66/281 en 2012. Esta resolución proclamó el 20 de marzo como el Día Internacional de la Felicidad, con el objetivo de reconocer la búsqueda de la felicidad y el bienestar como aspiraciones universales en la vida de los seres humanos y enfatizar la importancia de su inclusión en las políticas de gobierno. Subraya la necesidad de un enfoque más inclusivo, equitativo y equilibrado del crecimiento económico que promueva el desarrollo sostenible, la erradicación de la pobreza, y el bienestar y la felicidad de todos los pueblos.

## Celebración
La fecha del 20 de marzo fue seleccionada de forma global para coincidir con la adopción de la resolución en 2012. Este día se conmemora desde 2013, e invita a reflexionar sobre la importancia de la felicidad y el bienestar en el desarrollo humano y en las políticas gubernamentales, promoviendo actividades y prácticas que contribuyan a la felicidad global, combatiendo la pobreza y apoyando el desarrollo sostenible, contribuyendo así al bienestar de la comunidad internacional.

## Informe Mundial de la Felicidad
Vinculado con el Día Internacional de la Felicidad, el Informe Mundial de la Felicidad es una herramienta anual que clasifica a los países según sus niveles de felicidad. Finlandia ocupa frecuentemente el primer lugar, seguido de cerca por Dinamarca, Suiza, Islandia y los Países Bajos. Este informe se ha convertido en un recurso clave para entender cómo se percibe la felicidad en diferentes naciones y cuáles son los factores que contribuyen a un mayor bienestar de sus ciudadanos.

## Temas
- 2013: Happy Heroes[6]
- 2014: Reclaim Hapinnes[6]
- 2015: Your Happines is Part of Somenthing Bigger[6]
- 2018: Share Happines[7]
- 2020: Happiness For All, Together[7]
- 2021: Happiness For All, Forever[7]
- 2022: Build Back Happier[7]
- 2023: Be Mindful. Be Grateful. Be Kind[8]
- 2024: Happier Together[9]